# Aleia del Tron
| Aleia del Tron     |
|                    |
| Recitació mujàwwad |
|                    |

| Aleia del Tron                     |
|                                    |
| Recitació d'Abdul-Rahman Al-Sudais |
|                                    |

L'Aleia del Tron o Àyat al-Kursí (àrab: آيَة ٱلْكُرْسِيّ, Āyat al-Kursī) és l'aleia 255 de la segona sura de l'Alcorà, «Al-Bàqara» o «La vaca».[Alcorà 2:255] En aquest versicle, Déu es presenta a la humanitat i afirma que res ni ningú és comparable a Déu.
Es tracta d'una de les aleies més conegudes de l'Alcorà, que molta gent ha memoritzat i recita en la fe islàmica. Conta un hadit que recitar aquesta aleia allunya els diables (xayatín) i els dimonis (afarit).

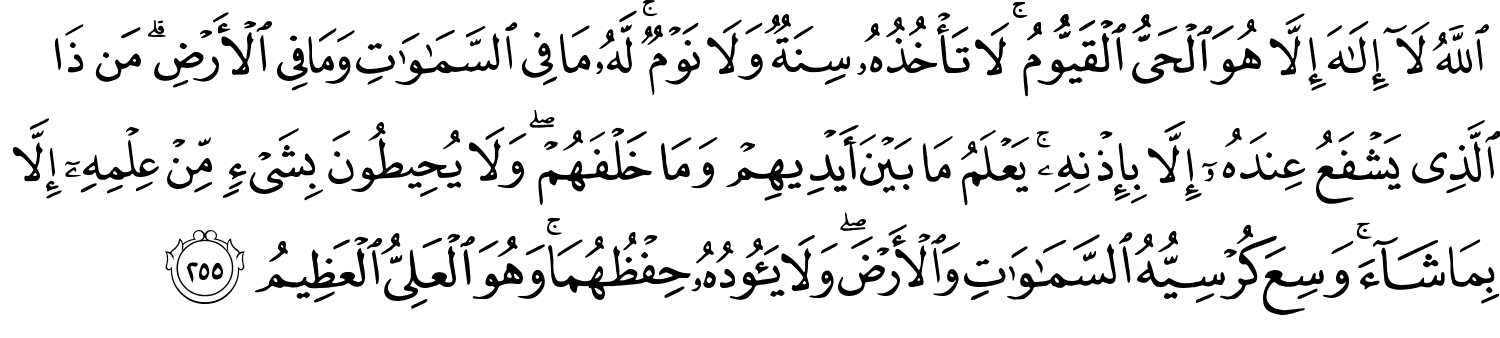
L'Aleia del Tron en cal·ligrafia uthmaní.

As-Suyutí explica que es van trobar un ésser humà i un geni i es van enfrontar. En ser vençut, el geni va ensenyar a l'humà uns versos alcorànics que, si es reciten, eviten que cap diable (xaitan) entri a casa; aquests versos eren l'«Aleia del Tron».
A causa de l'associació d'aquest vers amb la idea de protecció, es creu que l'aleia protegeix contra el mal d'ull.

## Text i traducció

### Àrab
| «              | ٱللَّهُ لَآ إِلَـٰهَ إِلَّا هُوَ ٱلْحَىُّ ٱلْقَيُّومُ ۚ لَا تَأْخُذُهُۥ سِنَةٌۭ وَلَا نَوْمٌۭ ۚ لَّهُۥ مَا فِى ٱلسَّمَـٰوَٰتِ وَمَا فِى ٱلْأَرْضِ ۗ مَن ذَا ٱلَّذِى يَشْفَعُ عِندَهُۥٓ إِلَّا بِإِذْنِهِۦ ۚ يَعْلَمُ مَا بَيْنَ أَيْدِيهِمْ وَمَا خَلْفَهُمْ ۖ وَلَا يُحِيطُونَ بِشَىْءٍۢ مِّنْ عِلْمِهِۦٓ إِلَّا بِمَا شَآءَ ۚ وَسِعَ كُرْسِيُّهُ'ٱلسَّمَـٰوَٰت وَٱلْأَرْضَ ۖ وَلَا يَـُٔودُهُۥ حِفْظُهُمَا ۚ وَهُوَ ٱلْعَلِىُّ ٱلْعَظِيمُ ۝٢٥٥ | » |
| — Alcorà 2:255 | |   |

### Català
| «                                            | Déu, Al·la! No hi ha més déu que Ell! És el Vivent! Ell és el Ferm! És Subsistent, tot ho sustenta! No li agafa gaire somnolència, mai no té gaire son. Ell posseeix tot el que hi ha a dalt del cel i a la terra. Qui pot intercedir, ser mediador, tenir influència, en la Seva presència, sobre el que és Seu, si Ell no dona prèviament la Seva anuència, el Seu permís, la Seva ajuda? De tots, Ell sap el seu present i el seu passat, el que tenen entre mans i el que tenen darrere. I ells, en canvi, res no endevinen, no poden preveure, d'allò que Ell sap, llevat el que Ell vol que ells coneguin. El Seu tron suprem té l'extensió de tots els cels i de tota la terra. Conservar-los res no li costa. Ell és l'Altíssim, Ell és Immens! | » |
| — Alcorà 2:255 (traduït per Míkel de Epalza) | |   |

## Interpretació i tradició
L'Aleia del Tron o Àyat al-Kursí és considerada com l'aleia més gran de l'Alcorà, segons un hadit. També és un considerada una de les aleies més poderoses de l'Alcorà perquè quan es recita, hom creu que es confirma la grandesa de Déu. En aquest sentit, la persona que reciti aquesta aleia al matí i al vespre estarà sota la protecció de Déu en relació amb els genis (jinns) i els dimonis (xaitans). Aquesta pràctica o costum es coneix com els adkhar diaris.
Com que es creu que l'Aleia del Tron atorga protecció espiritual i física, molts musulmans sovint la reciten abans de marxar de viatge i abans d'anar a dormir. També es creu que recitar aquest versicle després de cada pregària permet una entrada ràpida al paradís sense cap demora.

## Galeria

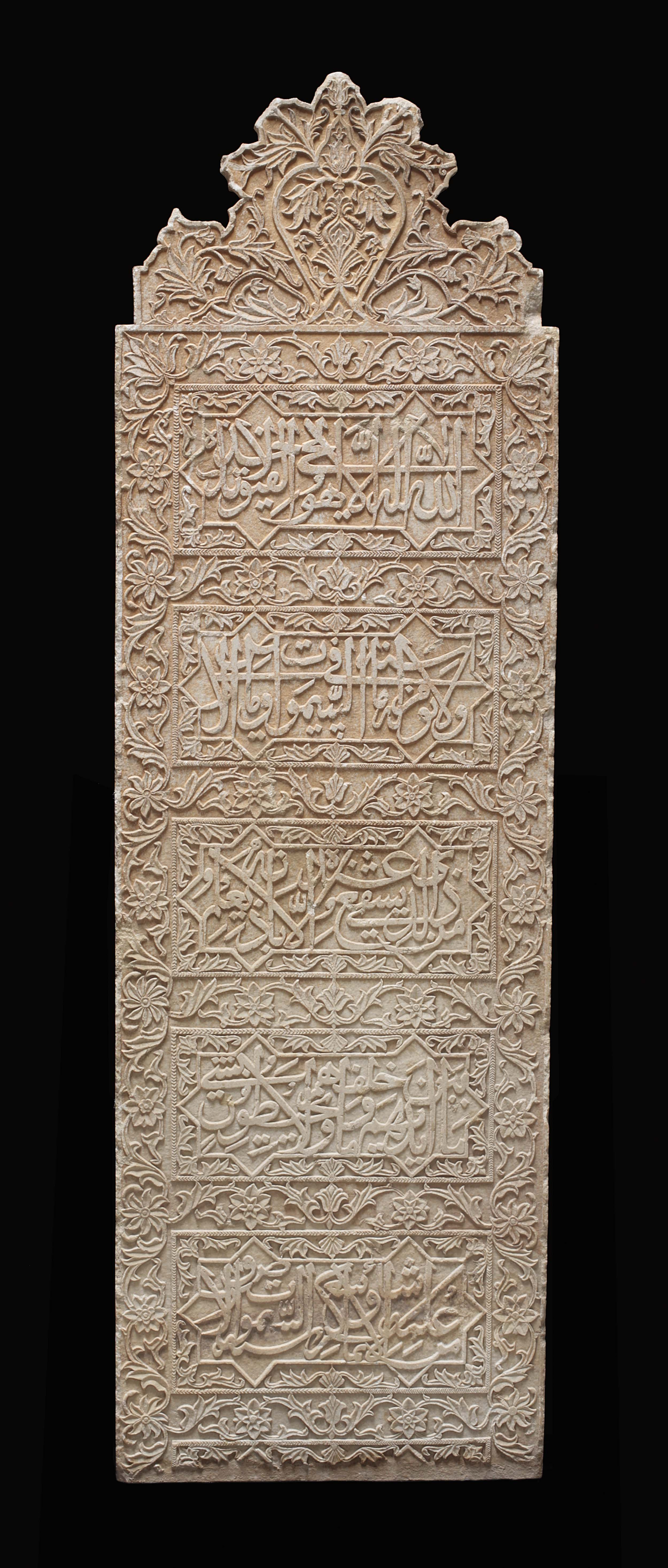
L'Aleia del Tron (llevat dels mots finals) en una estela de l'Índia del segle xvii.
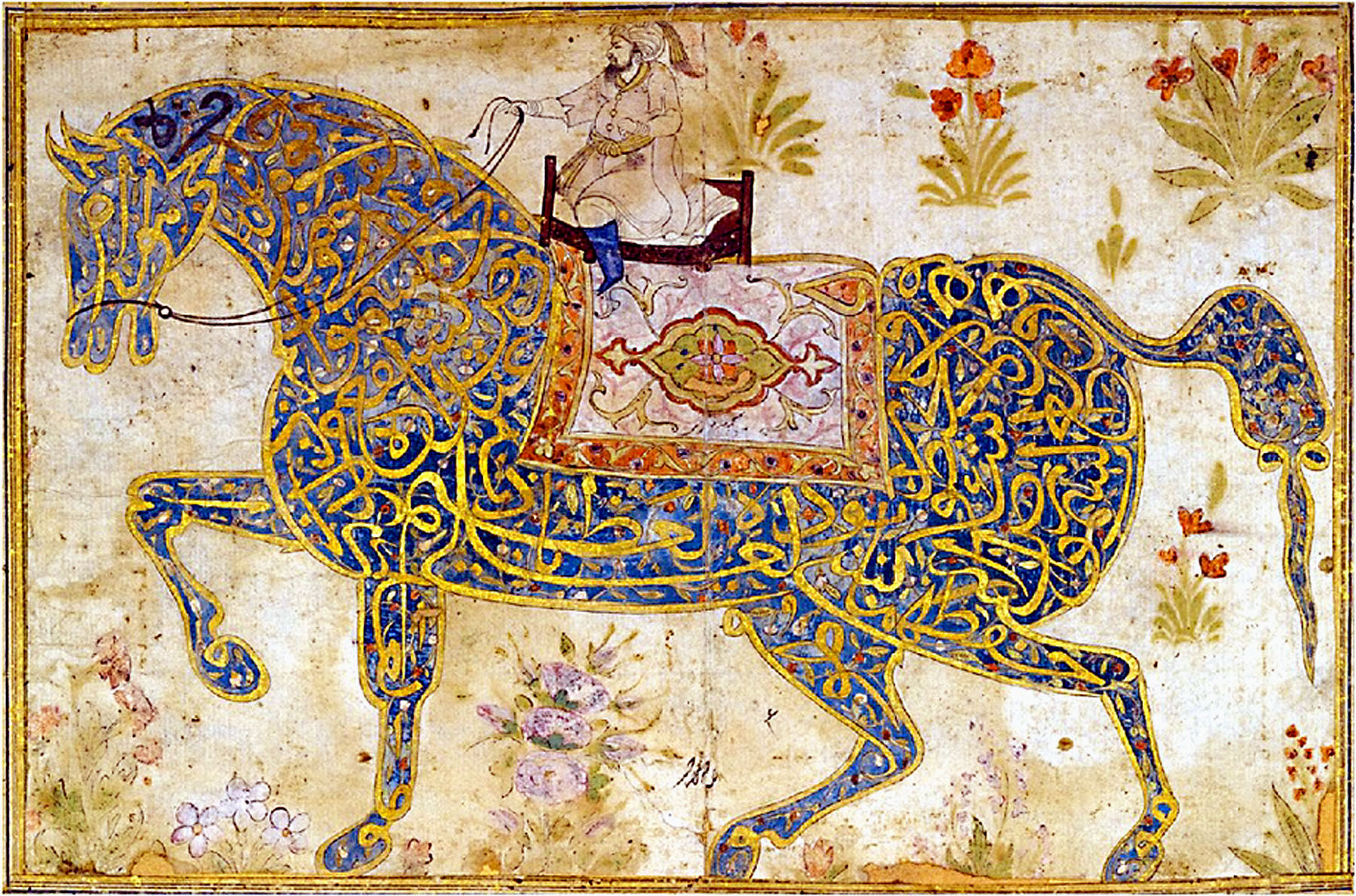
L'Aleia del Tron en una cavall cal·ligràfic (Bijapur, Deccan, Índia, segle xvi).
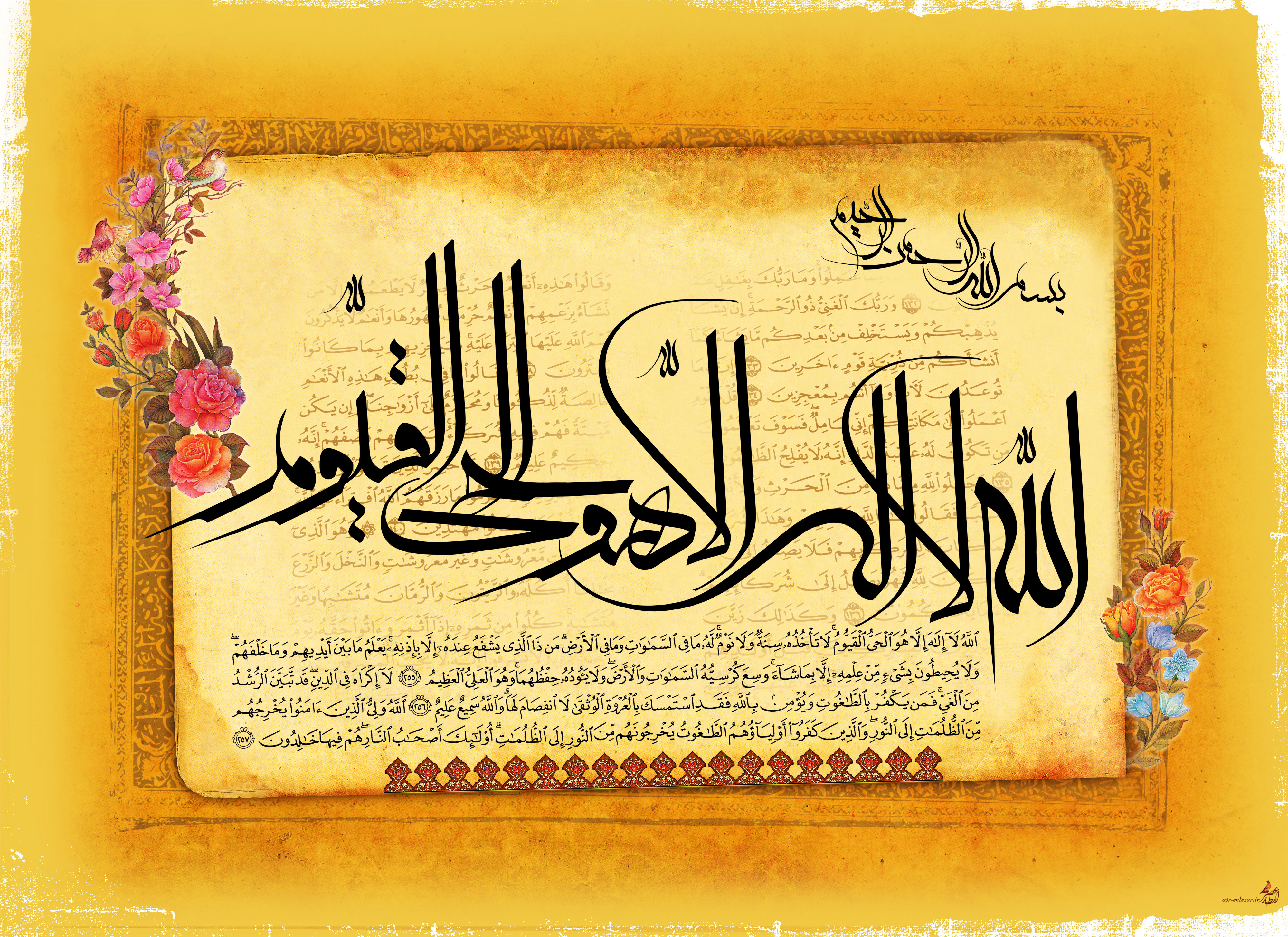
Cal·ligrafia de l'Aleia del Tron.